# Java Telephony API
La Java Telephony API (JTAPI) è un'interfaccia di programmazione che mette a disposizione gli strumenti, in linguaggio Java, per il controllo delle chiamate nell'ambito della telefonia. La JTAPI è un API estensibile, progettata per l'uso in vari domini, dal controllo della chiamata da parte dell'operatore verso il dispositivo di un consumatore, al controllo di terze parti in un grande call center distribuito.